# Baby,I LOVE YOU
「Baby,I LOVE YOU」（ベイビー、アイ・ラブ・ユー）は、斉藤和義12作目のシングル。1996年8月21日にファンハウスから発売された。

## 概要
半年ぶりのシングル。前作までの共同プロデュースであった松尾一彦が離れ、本作から斉藤によるセルフプロデュースが開始される。

## 収録曲
全曲　作詞・作曲・編曲：斉藤和義
1. Baby, I LOVE YOU（2:53）[1]
2. スナフキン・ソング（4:04）[1]